# Pelješac
Pelješac (italijansko Sabbioncello) je polotok na vzhodni obali Jadrana. Je podolgovate oblike, dolg 65 km in širok do 6 km ter za Istro največji polotok na tem delu/obali Jadrana oz. tretji po velikosti na Jadranu. Pelješac leži v južni Dalmaciji med Neretvanski kanalom in kanalom Malega Stona na severovzhodu ter Pelješkim in Mljetskim kanalom na jugozahodu.
Pelješac ima geografske, podnebne in etnografske značilnosti dalmatinskih otokov. Znan je po prijetnem podnebju, (povprečna januarska temperatura znaša 9,3 °C, julijska pa 26,7 °C), vinogradništvu (proizvodnja Dingača - enega najboljših hrvaških vin), ribolovu in gojenju školjk.
Najvišja gora/vrh na Pelješcu je Sveti Ilija, ki doseže višino 961 mnm. Domačini jo imenujejo tudi Zmijsko brdo oz. italijansko Monte Vipera.
Upravno spada v Dubrovniško-nerretvansko županijo, deli pa se na občine Ston, Janjina, Orebić in Trpanj.

## Zgodovina
Polotok so prvi poselili Iliri, kar izpričujejo številna nadišča pri Orebiću in drugih krajih. Za Grki, Rimljani, Bizantinci Neretljani in zahumskimi knezi pa so mu najdlje gospodarili Dubrovčani, ki so na Pelješac prišli leta 1333 in ostali do 1808.
Starokrščansko in predromansko obdobje sta pustila veliko arhitekturnih ostankov cerkev predvsem v Stonu. Iz obdobja poznega srednjega veka pa sta gotska samostana v Orebiću in Stonu, medtem ko je obrambni zid med Stonom in Malim Stonom eden največjih in najstarejših fortifikacijskih objektov na vzhodni obali Jadrana.

## Naselja
Večina naselij se nahaja v osrednjem delu polotoka in so med seboj dobro povezana s cesto. Večja oziroma pomembnejša naselja so:
- Janjina
- Mali Ston
- Orebić
- Ston
- Trstenik
- Trpanj
- Viganj
- Borje
- Mokalo
- Podstub
- Sreser
- Prapratno